# アパラチアの春
『アパラチアの春』（アパラチアのはる、Appalachian Spring）は、アーロン・コープランド作曲による「三大バレエ」の一曲。1944年10月初演。オーケストラ組曲として編曲されたものが広く知られている。このバレエは、13人編成の室内楽オーケストラのための作品として、振付師でダンサーのマーサ・グレアムの依頼と、エリザベス・クーリッジ夫人の委嘱により作曲された。コープランドはこの作品によって、1945年にピューリッツァー音楽賞を受賞した。

## 題名
当初、コープランドはこの作品に題を付けておらず、単に『マーサのためのバレエ』と呼んでいた。初演の直前にグレアムが、ハート・クレインの詩の一節である（バレエの物語と直接関係はないが）、『アパラチアの春』という題を提案した。コープランドは、人々が、まるで彼がアパラチア山脈の美しさを捉えて作曲をしたかのように語りかけてくると、しばしば笑ったという。

## 上演
「アパラチアの春」は1944年10月30日、ワシントンD.C.のアメリカ議会図書館で、マーサ・グレアム主演により初演された。舞台セットは、日系アメリカ人の彫刻家、イサム・ノグチによってデザインされた。

## あらすじ
語られている物語の内容は、1800年代のペンシルベニア州で、アメリカ開拓民達が新しいファームハウスを建てた後の春の祝典である。中心となる人物は、新婚の夫婦、隣人、復興運動の説教者とその信徒たちである。

## 編曲
バレエ版の原曲は、フルート、クラリネット、ファゴット、ピアノ、ヴァイオリン4、ヴィオラ2、チェロ2、コントラバスの13人からなる小管弦楽用に書かれており、演奏時間は33分。
1945年、コープランドはこのバレエ作品を、ほとんどの曲を残した状態でオーケストラ用組曲に編曲した。これは、この作曲家を一般化させるうえでより重要であったと見なされている。演奏時間は25分。楽器編成は、フルート2（2番はピッコロ持ち替え）、オーボエ2、クラリネット2、ファゴット2、ホルン2、トランペット2、トロンボーン2、ティンパニ、打楽器（グロッケンシュピール、シロフォン、シンバル、トライアングル、クラベス、ウッドブロック、バスドラム、スネアドラム、テーバー（1本の棒で叩く小型の太鼓））、ハープ、ピアノ、弦五部。
1972年、音楽出版社のブージー・アンド・ホークス社が、オーケストラ組曲の構成と、元のバレエの編成を合わせたバージョンの組曲譜を発行した。これは、ヴァイオリン4、ヴィオラ2、チェロ2、コントラバス、フルート、クラリネット、ファゴットおよびピアノで演奏される。これら3種類が、いずれも完全版で演奏され続けた。

## 曲構成

### オーケストラ版
オーケストラ組曲は8つの部分に分けられる。コープランドはそれぞれの部分を以下のように描写している。
1. 非常にゆっくり。光に覆われた中で、ひとりずつ登場人物が紹介される。
2. 速く。突然イ長調の弦楽重奏のアルペジオが飛び出し、動き始める。高揚と厳正さの双方の感情がこの場面の基調となる。
3. 中ぐらいの早さ。花嫁とその婚約者のための二重奏–優しさと情熱の場面。
4. かなり速く。復興運動主義者とその信徒たち。素朴な雰囲気–スクウェアダンスの暗示と地元のヴァイオリン弾きたち。
5. なおも速く。花嫁が一人で踊る–母性の予感。最高の喜び、恐れ、驚き。
6. 非常にゆっくり（冒頭と同じ程度）。冒頭の音楽の追想による移行の場面。
7. 穏やかに、流れるように。花嫁と、農夫である夫の日々の仕事の場面。シェーカー派の主題の変奏曲が5つ登場する。ソロ・クラリネットにより演奏されるこの主題は、エドワード・D・アンドリュースによって集められ、「The Gift to Be Simple」の題で刊行されたシェーカー派の音楽の中から引用されている。最もよく引用されるのは「シンプル・ギフト」 (Simple Gifts) という曲で、原曲をほぼそのまま利用している。
8. 中ぐらいの早さ。コーダ。花嫁はいつも隣人に囲まれている。最後、夫婦は「新しい家で静かに、力強い」気持ちを抱く。ミュートのかかった弦楽器が、静かな祈りのようなコラールの一説を詠唱する。冒頭の音楽の追想で幕が閉じられる。

### バレエ版
原作のバレエ版は、14の楽章に分けられる。オーケストラ組曲で用いられない楽章は、すべて第7楽章と終楽章の間にある。

### 第7楽章
「シンプル・ギフト」の名で知られるシェーカー派音楽の変奏曲集である第7楽章が、このバレエ作品の中で最も良く知られている楽章であり、多くのTVコマーシャルに用いられてきた。コープランドは、この楽章のみを独立させ、吹奏楽（1958年）やオーケストラ（1967年）用に編曲を行い、「シェーカー派の楽曲による変奏曲」の題で刊行している。どちらの変奏曲も、変更を調・伴奏・音域・強弱・音色およびテンポに限定し、シンプルな主題を用いている。第2変奏が低音域に抒情的な処理を施している一方、第3変奏は正反対に速いスタッカートが特徴となっている。この楽章の最後2つの変奏は、民謡調の旋律を1パートしか用いていない。最初は一部が抜粋されてパストラール風の変奏になっており、続いて荘厳な終結部となる。バレエにおいては（組曲には含まれていない）、民謡調の旋律から離れて、最後の2つの変奏に続いてゆく非常に長い移行部が存在する。

## 参照
- Kamien, Roger. Music: An Appreciation.  Mcgraw-Hill College; 3rd edition (August 1, 1997) ISBN 0-07-036521-0
- RI Philharmonic program notes. Retrieved May 16, 2005.
- Aaron Copland Collection: Works List. Retrieved May 16, 2005.
- DeLapp, Jennifer. The Aaron Copland Centennial: Program Notes. Retrieved May 16, 2005.
- Appalachian Spring. Dance Pages. Retrieved May 17, 2005.
- Ledbetter, Steven. Copland, Appalachian Spring. Pro Arte, 1996. Retrieved May 17, 2005.
- Scher, Valerie. "A 'fortuitous collaboration' led to 'Appalachian Spring'". The San Diego Union Tribune, March 6, 2005. Retrieved May 17, 2005.
- Mack, Linda. St. Joseph Pro Musica Program Notes. May 31, 1992. Retrieved May 18, 2005.